# 1156
| 1156               |
| ------------------ |
| Dødsfald - Fødsler |
|                    |

| Gregoriansk kalender | 1156 MCLVI              |
| Ab urbe condita      | 1909                    |
| Armensk kalender     | 605 ԹՎ ՈԵ               |
| Kinesiske kalender   | 3852 – 3853 乙亥 – 丙子 |
| Etiopisk kalender    | 1148 – 1149             |
| Jødisk kalender      | 4916 – 4917             |
| Hindukalendere       |                         |
| - Vikram Samvat      | 1211 – 1212             |
| - Shaka Samvat       | 1078 – 1079             |
| - Kali Yuga          | 4257 – 4258             |
| Iransk kalender      | 534 – 535               |
| Islamisk kalender    | 551 – 552               |

Konge i Danmark: Svend 3. Grathe, Knud 5. 1146-1157, Valdemar 1. den Store 1146-1182
Se også 1156 (tal)